# (21458) Susank
(21458) Susank est un astéroïde de la ceinture principale.

## Description
(21458) Susank est un astéroïde de la ceinture principale. Il fut découvert le 25 avril 1998 à la station Anderson Mesa par le programme LONEOS. Il présente une orbite caractérisée par un demi-grand axe de 2,33 UA, une excentricité de 0,07 et une inclinaison de 4,6° par rapport à l'écliptique.

## Compléments